# Sisawakataiya
Sisawakataiya – gaun wikas samiti w środkowej części Nepalu w strefie Dźanakpur w dystrykcie Mahottari. Według nepalskiego spisu powszechnego z 2001 roku liczył on 1107 gospodarstw domowych i 7195 mieszkańców (3386 kobiet i 3809 mężczyzn).